# Festlandkeltische Sprachen
Als festlandkeltische Sprachen (oder kontinentalkeltische Sprachen) wird der ursprünglich auf dem europäischen Festland gesprochene Teil der keltischen Sprachen bezeichnet. Alle diese Sprachen sind in der Antike oder kurz danach ausgestorben.

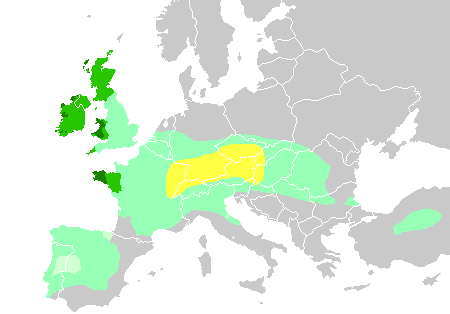
Keltische Sprachräume im Verlauf der Zeit oder die Verbreitung keltischer Völker und Sprachen:
Gebiet der Hallstatt-Kultur im 6. Jahrhundert v. Chr.
Größte keltische Ausdehnung, um 275 v. Chr.
Lusitania (keltische Besiedlung unsicher)
Die „sechs Keltischen Nationen“, in denen es bis in die Frühe Neuzeit eine signifikante Anzahl Sprecher keltischer Sprachen gab
Das heutige Verbreitungsgebiet keltischer Sprachen

Bekannt sind davon fünf festlandkeltische Sprachen, deren Namen allesamt Kunstprodukte der Neuzeit darstellen; sie sind in mehr oder weniger umfangreichen Bruchstücken überliefert:
- Gallisch in Frankreich, Norditalien, der Schweiz, und möglicherweise Südwestdeutschland
- Galatisch in der westlichen Türkei
- Lepontisch in Oberitalien
- Keltiberisch auf der iberischen Halbinsel
- Norisch in Österreich

Mit hoher Wahrscheinlichkeit gab es vor der und um die Zeitenwende auf dem europäischen Kontinent weitere keltische Sprachen und Dialekte.
Das Bretonische ist keine festlandkeltische Sprache, da es ca. im 4. Jahrhundert durch Emigranten aus Südbritannien nach Nordfrankreich gebracht wurde.